# Mlily 몽백합 이세돌 vs 구리 10번기
Mlily 몽백합 이세돌 vs 구리 10번기(-夢百合 李世乭 古力 十番棋)는 대한민국의 이세돌과 중국의 구리가 대결하는 장쑤헝캉가구회사 주최의 바둑 기전이다. 10번기로 치러진다. 세기의 대결이라고도 한다. 충칭 시에서 열린 제8국에서 이세돌이 승리함으로써 최종전적 6:2로 상금 500만 위안(한화 약 8억 5천만원)을 가져갔다.

## 상금
- 우승: 500만 위안
- 준우승: 20만 위안
- 만약 양 선수가 5승 5패로 비길 경우 상금을 절반씩 나눠 가진다.

## 규칙
- 제한시간 각자 4시간 초읽기 1분 5회
- 덤 7집반

## 일정
| 순번   | 일시             | 장소                          |        |        | 결과             | 전적 (이세돌-구리) |
| ------ | ---------------- | ----------------------------- | ------ | ------ | ---------------- | ------------------ |
| 제1국  | 2014년 1월 26일  | 중국 베이징                   | 구리   | 이세돌 | 251수 흑 불계승  | 1-0                |
| 제2국  | 2014년 2월 23일  | 중국 핑후 시                  | 이세돌 | 구리   | 287수 백 반집승  | 2-0                |
| 제3국  | 2014년 3월 30일  | 중국 청두시                   | 구리   | 이세돌 | 222수 백 불계승  | 2-1                |
| 제4국  | 2014년 4월 27일  | 대한민국 전라남도 신안군 증도 | 이세돌 | 구리   | 179수 흑 불계승  | 2-2                |
| 제5국  | 2014년 5월 25일  | 중국 윈난성 샹그릴라          | 구리   | 이세돌 | 223수 흑 불계승  | 3-2                |
| 제6국  | 2014년 7월 27일  | 중국 루안 시                  | 이세돌 | 구리   | 178수 백 불계승  | 4-2                |
| 제7국  | 2014년 8월 31일  | 중국 시짱 자치구 라싸         | 구리   | 이세돌 | 237수 흑 불계승  | 5-2                |
| 제8국  | 2014년 9월 28일  | 중국 충칭 시                  | 이세돌 | 구리   | 344수 백 2집반승 | 6-2                |
| 제9국  | 2014년 10월 26일 | 중국 우시 시                  | -      | -      | -                |                    |
| 제10국 | 2014년 11월 30일 | 중국 우후                     | -      | -      | -                |                    |

## 같이 보기
- 몽백합배